# Janira Majello
Janira Majello (Napoli, 3 dicembre 1970) è una conduttrice televisiva e giornalista italiana.

## Biografia
Si presenta al concorso di Miss Eleganza Lazio nel 1989 e poi a quello di Miss Italia, accedendo alla finale. L'anno successivo incontra Luca Sardella di cui diventerà collaboratrice, e con lui presentatrice di vari programmi televisivi dedicati alla floricoltura e alla botanica su Rai 2, tra cui Una pianta al giorno. Questa attività le apre la strada dell'editoria, dove inizia la collaborazione con varie testate di cucina e botanica.
Torna in televisione sempre accanto a Sardella in Verdissimo dal 1991 al 1994, successivamente in Verde mattina dal 1994 al 1998 e nel 1998 conduce I consigli di Janira per Rai 1.
A partire dal 2001 dirada le sue presenze in televisione, continuando a redigere articoli su varie riviste. Dal 2012 è direttrice del periodico mensile Vivere Light, dedicato ai temi del cibo, della cucina e del benessere. Nel 2015 insieme a Luca Sardella, presenta un piccolo spazio all'interno di Striscia la notizia.

## Televisione
- Una pianta al giorno (Rai 2, 1991-1992; Cinquestelle, 1992)
- Verdissimo (Rai 2, 1992-1994)
- Verde mattina Estate (Rai 1, 1994-1996)
- Verde mattina (Rai 1, 1994-1998)
- I consigli di Janira (Rai 1, 1998)
- La vecchia fattoria (Rai 1, 1998-2001)

## Opere
- Luca Sardella e Janira Majello, I consigli di Verdemattina, Roma, RAI ERI, 1997, ISBN 88-397-0967-3. (con 2 CD-ROM)
- Luca Sardella, Janira Majello e Giuseppe Berardi, I dolci della Vecchia Fattoria, Roma, RAI ERI, 1998, ISBN 88-397-1028-0.
- Luca Sardella e Janira Majello, La farmacia della nonna. Rimedi tradizionali e preziose ricette per una salute naturale, Como, Lyra Libri, 1999, ISBN 88-7733-223-9.
- Luca Sardella, Janira Majello e Marco Olivieri, In cucina con la Vecchia Fattoria, Roma, RAI ERI, 1999, ISBN 88-397-1075-2.
- Luca Sardella, Janira Majello e Dante Renzini, Le ricette della Vecchia Fattoria. Brasati, polpette, arrosti, cotolette, Roma, RAI ERI, 2001, ISBN 88-397-1135-X.
- Luca Sardella, Janira Majello e Fabio Tacchella, I piatti della Vecchia Fattoria. Ricette con uova, Roma, RAI ERI, 2001, ISBN 88-397-1188-0.
- Luca Sardella e Janira Majello, I manuali della buona tavola. Il pesce, Brugherio, Hobby & Work, 2003, ISBN 88-7133-723-9.
- Luca Sardella e Janira Majello, I manuali della buona tavola. Le carni bianche, Brugherio, Hobby & Work, 2004, ISBN 88-7133-722-0.
- Luca Sardella e Janira Majello, I manuali della buona tavola. La pasta 2, Brugherio, Hobby & Work, 2004, ISBN 88-7133-718-2.
- Luca Sardella e Janira Majello, Polvere di spezie. La magica influenza delle essenze, Roma, RAI ERI, 2004, ISBN 88-397-1297-6.
- Luca Sardella e Janira Majello, I nostri consigli per vivere un anno in armonia con la natura. Agenda 2010, Cernusco sul Naviglio, Sprea Book, 2009, ISBN 978-88-6267-076-0.
- Luca Sardella e Janira Majello, I nostri consigli per vivere un anno in armonia con la natura. Calendario 2010, Cernusco sul Naviglio, Sprea Book, 2009, ISBN 978-88-6267-069-2.
- Luca Sardella e Janira Majello, La guida verde. Un anno di consigli, Milano, Cairo Communication, 2012, ISBN 978-88-6052-441-6.